# Makedonsko devojče
Makedonsko devojče (slovensko: Makedonska deklica; makedonsko Македонско девојче) je popularna makedonska pesem, ki jo je napisal Jonče Hristovski.